# オモダカ属
オモダカ属（オモダカぞく、Sagittaria）は、オモダカ科の属。湿地や水田に生息する抽水植物が中心。水田雑草として扱われる種も含まれている一方、観賞用に栽培される種もある。矢尻型の葉を持つ種が多い。
世界に約30種が生育。日本には4種（変種を除く）が自生している。
多くの文化圏で食用とされている。ポーランド、Całowanieに所在する旧石器時代の遺跡からは、セイヨウオモダカが食用とされた痕跡が見つかっている。

## 形態
主に多年生の抽水植物だが，浮葉性や沈水性のものもある．葉は根生し，ロゼット状となる．しばしばランナーを伸ばしその先にシュートを生じる．葉は生育条件や生育段階により大きく形状が変化し，生育初期は線形のものが多いが成長すると披針形～卵円形～心形～鏃形～鉾形となる．雌雄同株だが花は単性花であり，多くは直立する花茎の上部に雄花，下部に雌花を付ける．

## 種
日本には以下の種が生育している。いずれも塊茎などで旺盛に繁殖するため、難防除雑草として知られている。ただしカラフトグワイ（絶滅危惧IA類）のように、絶滅危惧種に指定されている種もある。
- アギナシ Sagittaria aginashi Makino
- ウリカワ Sagittaria pygmaea 全国の水田でみられる沈水～抽水～湿生植物．ランナーを伸ばし盛んに増殖する．
- オモダカ Sagittaria trifolia L. 全国の水田に生育する抽水植物．家紋のモチーフとしても知られる．クワイの原種である．
- カラフトグワイ Sagittaria natans 北海道，ユーラシアの亜寒帯に生育する浮葉植物．絶滅危惧IA類．
- クワイ Sagittaria trifolia var. edulis　- オモダカの栽培変種。塊茎は食用にされる。

そのほかに以下のような種が園芸やアクアリウムで栽培されている．
- セイヨウオモダカ Sagittaria saggitifolia
- タイリンオモダカ Sagittaria montevidensis
- ナガバオモダカ Sagittaria graminea
- ヒメオモダカ Sagittaria subulata
- サジタリア Sagittaria subulata var. subulata
- ピグミーチェーン・サジタリア Sagittaria subulata var. pusilla

### 日本以外の種
北米原産のSagittaria latifolia（英名は、WapatoまたはDuck potato）がある。根茎の外観はクワイによく似ており、ネイティブアメリカンにとっては必須の食料源のひとつであったと言われている。